# Ogliastra (tỉnh)
Ogliastra (tiếng Ý: Provincia dell'Ogliastra, tiếng Sardegna: Provìntzia de s'Ogiastra) là một tỉnh ở phía đông Sardinia, Ý. Ogliastra là tỉnh núi non nhiều nhất ở Sardinia. Với chỉ 58.000, đây cũng là tỉnh ít dân nhất trong các tỉnh của Ý. Tỉnh này gần như trùng với khu vực thời Trung cổ Giudicato of Agugliastra.
Vào năm 2016 tỉnh giải thể và tất cả comune được nhập vào tỉnh Nuoro. Seui nhập vào tỉnh Sud Sardegna.

## Các trung tâm dân cư
| Đô thị                | Dân số |
| --------------------- | ------ |
| Tortolì               | 10.227 |
| Lanusei               | 5.789  |
| Bari Sardo            | 3.880  |
| Baunei                | 3.825  |
| Tertenia              | 3.706  |
| Villagrande Strisaili | 3.569  |
| Jerzu                 | 3.284  |

Bản mẫu:Sardinia